# Provinz Benevento
Die Provinz Benevento (italienisch Provincia di Benevento) ist eine Provinz der Region Kampanien. Sie wurde aus der früheren päpstlichen Delegation Benevent und mehreren Bezirken der benachbarten Provinzen gebildet. Hauptstadt ist Benevento. Sie hat 261.419 Einwohner (Stand 31. Dezember 2023) in 78 Gemeinden. Sie ist die am dünnsten besiedelte Provinz in Kampanien.

## Größte Gemeinden
(Einwohnerzahlen Stand 31. Dezember 2023)
| Gemeinde                | Einwohner |
| ----------------------- | --------- |
| Benevento               | 56.048    |
| Montesarchio            | 12.997    |
| Sant’Agata de’ Goti     | 10.223    |
| San Giorgio del Sannio  | 9696      |
| Airola                  | 8057      |
| Telese Terme            | 7648      |
| Apice                   | 5251      |
| Guardia Sanframondi     | 4512      |
| Morcone                 | 4496      |
| San Bartolomeo in Galdo | 4314      |

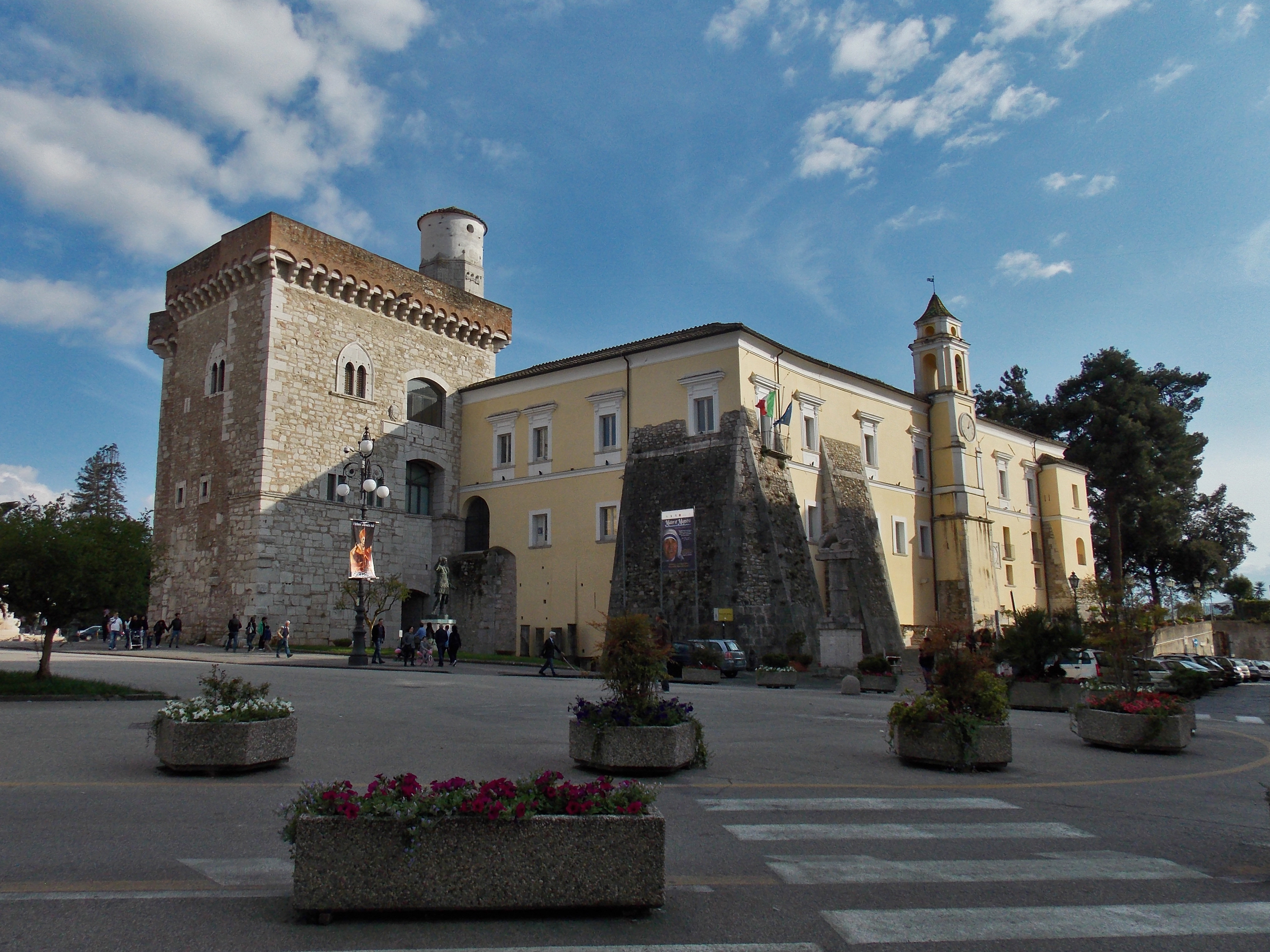
Benevento, Rocca dei Rettori, Regierungssitz der Provinz Benevento

Die Liste der Gemeinden in Kampanien beinhaltet alle Gemeinden der Provinz mit Einwohnerzahlen.